# Aningeria altissima
Aningeria altissima là một loài thực vật thuộc họ Hồng xiêm. Loài này được tìm thấy tại Burundi, Cameroon, Cộng hòa Trung Phi, Cộng hòa Congo, Cộng hòa Dân chủ Congo, Bờ Biển Ngà, Ethiopia, Gabon, Ghana, Guinée, Kenya, Nigeria, Rwanda, Sierra Leone, Sudan, Tanzania, và Uganda. Loài này hiện đang bị đe dọa vì mất môi trường sống.